# Tahir Zemaj
Tahir Zemaj (28 de diciembre de 1956 – 4 de enero de 2003) nacido en la región montañosa de Streočka, Đakovica, República Federativa Socialista de Yugoslavia (actual Kosovo) fue el comandante de jefe de las Fuerzas Armadas de la República de Kosovo (FARK) y comandante del Ejército de Liberación de Kosovo durante la Guerra de Kosovo (1998–1999).
El 4 de enero de 2003, fue asesinado junto con su hijo en la ciudad de Peć.